# Eminentia arcuata
L'eminentia arcuata est la saillie osseuse située à l'union du tiers postérieur et des deux tiers antérieurs de la face antérieure de la partie pétreuse de l'os temporal.
Elle est provoquée par la présence sous-jacente au canal semi-circulaire antérieur et en regard du sillon séparant les troisième et quatrième circonvolutions temporales.